# Marcos Gustavo Carámbula Volpi
Marcos Gustavo Carámbula Volpi (Las Piedras, 23 de desembre de 1947) és un metge i polític uruguaià, actual intendent del departament de Canelones i precandidat a les eleccions presidencials del 2009 pel partit d'esquerra Front Ampli.
És fill de Felisberto Carámbula, un antic militant del Partit Colorado i maçó, i de María Delia Volpi.
Amb el cop d'estat del 1973, va ser expulsat del Partit Socialista (PSU) i va formar part del nou Partit Comunista fins a l'any 1992, quan va signar com a membre del Front Ampli.